# Château de Beaulieu (Havré)
Ne doit pas être confondu avec Château d'Havré.
Pour les articles homonymes, voir Château de Beaulieu.
Le château de Beaulieu est un château situé en Wallonie dans l'ancienne commune belge de Havré (aujourd'hui intégrée à la commune de Mons).

## Histoire
Ancien fief relevant des comtes de Hainaut, le château devient la propriété de la famille du chevalier Duval au XVIIIe siècle.
Le château fut entre autres au XIXe siècle  la propriété du comte Edouard du Val de Beaulieu, qui fut le page de Napoléon Bonaparte. Le comte Edouard du Val de Beaulieu se distingua lors de la campagne de Russie, où il fut décoré sur le champ de bataille de la Moskowa.
Il passa ensuite par héritage à la famille de Meester de Heyndonck, à la suite du mariage de François de Meester de Heyndonck avec une descendante de la famille du Val de Beaulieu.
Le château fut annoncé en vente à la fin de l'année 2020.
Le mobilier a été dispersé lors d'une vente publique in house organisée le 4 octobre 2021. On pouvait notamment y voir un portrait de Joseph II offert par la cour d'Autriche sous l'ancien régime à la famille Franeau d'Hyon, à laquelle la famille du Val de Beaulieu va s'allier. Un portrait de François de Meester de Heyndonck, en tenue militaire, a été également vendu à cette occasion.
Le château est passé par acte du 28 décembre 2022 sous l'administration de la direction du groupe Colruyt.

## Le château
Le château se compose d'un corps de logis et de deux ailes.
On y entre par un couloir central après avoir franchi un perron.
Le couloir central dessert:
- sur la gauche un petit salon, puis un salon plus important donnant sur le parc
- sur la droite ce qui était un bureau, qui a été transformé en cuisine, puis sur une salle à manger.

L'étage se compose d'un couloir central donnant sur une série de chambres.